# На пороге жизни
«На пороге жизни» (швед. Nära livet; известен также под названиями «У истоков жизни», «Рядом с жизнью») — кинофильм шведского режиссёра Ингмара Бергмана, вышедший в 1958 году по новеллам «Милый, достойный» и «Непоколебимый» Уллы Исакссон из сборника «Тётка Смерти» (1954).

## Сюжет
Сесилия (Ингрид Тулин), находящаяся на третьем месяце беременности, попадает в больницу с сильными болями. У неё случается выкидыш. Она считает, что в этом виноваты её муж Андерс (Эрланд Юзефсон), в душе не желавший иметь ребёнка, и она сама, недостаточно сильно его любившая. Она решает, что не будет больше иметь детей. В палате она знакомится с двумя другими беременными. Стина (Эва Дальбек), которой скоро рожать, счастлива в браке и очень хочет ребёнка, однако роды всё откладываются: она явно перенашивает его. Юная Ёрдис (Биби Андерсон), напротив, находится на распутье, не зная, на что решиться: её парень хочет заставить её сделать аборт, однако однажды это с ней уже случилось, и она не хочет повторения этого кошмара. С другой стороны, она страшится возвращаться домой, где её ждёт строгая мать.

## В ролях
- Эва Дальбек — Стина Андерссон
- Ингрид Тулин — Сесилия Эллиус
- Биби Андерсон — Ёрдис Петтерсон
- Барбро Юрт аф Урнес — сестра Брита
- Эрланд Юзефсон — Андерс Эллиус
- Макс фон Сюдов — Гарри Андерссон
- Гуннар Шёберг — доктор Нордландер
- Анн-Мари Гилленспетц — советник Гран
- Инга Ландгре — Грета Эллиус
- Кристина Адольфсон — нянечка,
- Моника Экберг — подруга Ёрдис

## Награды и номинации
В СССР впервые узнали о фильме из рецензии Сергея Юткевича на страницах журнала «Искусство кино». Критик писал о победе фильма «Летят журавли», и упомянул фильм Бергмана, взявший на том же конкурсе приз за режиссуру и лучшие женские роли.
Сам режиссёр второй раз посмотрит ленту спустя 30 лет после премьеры. Опасаясь увидеть недочёты своей ранней работы, он, однако, напишет в книге воспоминаний такое впечатление от просмотра:

Всё сделано честно, с большим сердцем и умом, сыграно в основном первоклассно, чересчур много грима, ужасный парик у Эвы Дальбек, местами скверная операторская работа, кое-где налёт литературщины. Когда фильм закончился, я был удивлён и немного раздосадован: мне вдруг понравилась эта старая лента. Милый, добротно сделанный фильм наверняка не без пользы в своё время крутили по кинотеатрам.— Бергман И. Картины / Перевод со шведского А. Афиногеновой. — М.- Таллин: Музей кино, Aleksandra, 1997. — 440 с. — ISBN 9985-827-27-9.

### Награды
- 1958 — Каннский кинофестиваль
  - Приз за лучшую женскую роль — Биби Андерсон, Эва Дальбек, Барбро Юрт аф Урнес, Ингрид Тулин
  - Приз за лучшую режиссуру — Ингмар Бергман

### Номинации
- 1958 — Каннский кинофестиваль
  - Золотая пальмовая ветвь — Ингмар Бергман